# 청춘 일기 (1959년 영화)
"청춘 일기"(靑春日記)는 한국에서 제작된 이병일 감독의 1959년 영화이다. 최무룡 등이 주연으로 출연하였고 이병일 등이 제작에 참여하였다.

## 출연

### 주연
- 최무룡
- 조미령
- 김승호

## 기타
- 조명: 함완섭
- 녹음: 이경순
- 미술: 임명선